# Passiflora harlingii
Passiflora harlingii Holm-Niels. – gatunek rośliny z rodziny męczennicowatych (Passifloraceae Juss. ex Kunth in Humb.). Występuje endemicznie w Andach w Ekwadorze.

## Rozmieszczenie geograficzne
Rośnie endemicznie w Andach w Ekwadorze w prowincjach Cotopaxi oraz Pichincha.

## Morfologia
PokrójZielne, trwałe, owłosione liany.
LiścieKlapowane, prawie sercowate. Mają 5-7 cm długości oraz 1–1,5 cm szerokości. Ząbkowane, z ostrym wierzchołkiem. Ogonek liściowy jest owłosiony i ma długość 15–20 mm. Przylistki są liniowo lancetowate o długości 8 mm.
KwiatyPojedyncze. Działki kielicha są lancetowane, zielonkawe lub żółtawe. Płatki są podłużnie owalne, żółtawe.

## Biologia i ekologia
Występuje w wyższym lesie andyjskim na wysokości 2400–3350 m n.p.m. Gatunek jest znany z dwóch subpopulacji. Możliwe jest jednak, że te dwa obszary zostały pomylone i że ten gatunek występuje tylko w pobliżu rezerwatu ekologicznego Illinizas.

## Ochrona
W Czerwonej księdze gatunków zagrożonych został zaliczony do kategorii EN – gatunków zagrożonych wyginięciem. Niszczenie siedlisk jest jedynym zagrożeniem.